# Košarkaški klub Puntamika
Il K.K. Puntamika è una società cestistica avente sede a Zara, in Croazia. Fondata nel 1974 con il nome di K.K. Borik Puntamika, nel 2011 ha assunto la denominazione attuale sostituendo di anno in anno l'appellativo Borik per ragioni di sponsorizzazione. Gioca nel campionato croato di pallacanestro.